# Helmgrasvulkaantje
Het Helmgrasvulkaantje (Amarenographium metableticum) is een schimmel behorend tot de familie Phaeosphaeriaceae. Het komt voor in de zeeduinen. Het leeft op afgevallen bladeren van Ammophila.

## Kenmerken
De stromata zijn afwezig. De ascomata zijn ondergedompeld in plantenweefsels, meestal dun verspreid, tot 500 µm diameter. Asci zijn cilindrisch, dikwandig en gespleten, 8-sporig en meten 130-190 × 24-38. De ascosporen zijn (3-)6- tot 7-septaat, spoelvormig, geelbruin, vaak met de eindcellen bleker dan de andere, met een goed ontwikkelde gelatineuze omhulling die is verdeeld bij het primaire septum en aanhangsel bij de toppen en meten 40-54(-60) × 14-18 µm.

## Verspreiding
Het helmgrasvulkaantje komt voor in Europa, Noord-Amerika en Nieuw-Zeeland. In Nederland komt het zeldzaam voor.